# Єпархія Клуж-Ґерли
Єпархія Клуж-Ґерли (лат. Dioecesis Claudiopolitana-Armenopolitana, рум. Eparhia de Cluj-Gherla) — єпархія Румунської греко-католицької церкви з центром в місті Клуж-Напока, Румунія.

## Історія

Територія єпархії знаходиться на північному заході країни

Єпархія була заснована 19 грудня 1853 року під назвою «Єпархія Ґерли, Арменополя і Самош-Уйвару». 5 червня 1930 року назва змінена на «Єпархія Клуж-Ґерли». Сучасну назву надано за двома містами повіту Клуж: Клуж-Напока і Ґерла.

## Сучасний стан
Єпархія об'єднує парафії повіту Клуж на північному заході Румунії. З 2002 року єпархію очолює єпископ Флорентин Кріхелмеану. Катедральний собор єпархії — собор Преображення Господнього. Конкатедральним собором єпархії раніше був собор Введення в Ґерлі, однак після заборони греко-католицької церкви в комуністичній Румунії собор був переданий Румунській православній церкві.
За даними на 2016 рік єпархія налічувала 47 956 вірних, 163 парафій і 170 священиків.

## Єпископи
- Йоан Алексі (16 листопада 1854 — 29 червня 1863)
- Йоан Ванча (25 вересня 1865 — 21 грудня 1868)
- Міхали Павел (23 грудня 1872 — 15 травня 1879)
- Йоан Шабо (15 травня 1879 — 2 травня 1911)
- Васіле Хоссу (16 грудня 1911 — 13 січня 1916)
- Юліу Хоссу (21 квітня 1917 — 28 травня 1970)
  - Sede vacante (1970—1990)
- Ґеорґе Ґуціу (14 березня 1990 — 18 липня 2002)
- Флорентин Кріхелмеану (18 липня 2002 — 12 січня 2021)
  - Sede vacante (12 січня 2021 — 14 квітня 2021)
- Клаудіу-Лучіан Поп (з 14 квітня 2021)